# Vernonia zollingerianoides
Espèce
Statut de conservation UICN

 VU (needs updating) B1+2c : Vulnérable
Vernonia zollingerianoides est une espèce de plante à fleurs de la famille des Astéracées endémique de Java en Indonésie.